# Жаксиликов Руслан Фатіхович
Руслан Фатіхович Жаксиликов (нар. 4 березня 1966 , Каскелен, Казахська РСР, СРСР) — казахстанський державний і військовий діяч. Міністр оборони Республіки Казахстан (19 січня 2022 — 8 червня 2025), генерал-полковник (2022), кандидат педагогічних наук.
Головнокомандувач Національної гвардії Республіки Казахстан (2014—2022), Головнокомандувач Внутрішніх військ МВС Республіки Казахстан (2013—2014), Командувач Внутрішніх військ МВС Республіки Казахстан (2008—2013).

## Біографія
Народився 4 березня 1966 року в місті Каскелен, Алматинській області, Казахській РСР у сім'ї службовців. Походить із роду каракерів племені найман. Бувши старшокласником входив у юнацьку збірну Казахстану з дзюдо.
З серпня 1983 по 1987 — курсант Алма-Атинського вищого загальновійськового командного училища. Проходив навчання за спеціальністю «командир мотострілецького взводу» та «Інженер з експлуатації гусеничних та колісних машин».
З липня 1987 — командир мотострілецького взводу 385-го мотострілецького полку 68-ї мотострілецької дивізії Середньоазійського військового округу. З вересня 1989 — командир розвідувальної роти 385-го мотострілецького полку Туркестанського військового округу. З грудня 1992 року — начальник розвідки 385-го мотострілецького полку 68-ї мотострілецької дивізії.
З серпня 1993 по 1996 — слухач розвідувального факультету Військової академії імені Фрунзе за спеціальністю «командно-штабна оперативно-тактична військова розвідка».
З червня 1996 року — начальник розвідки та начальник відділення 210-го гвардійського навчального центру підготовки молодших спеціалістів Міністерства оборони Республіки Казахстан. З вересня 2000 — командир бригади оперативного призначення Внутрішніх військ МВС Казахстану. У 2001 присвоєно військове звання полковник. У 2003 році — депутат Чимкентського міського маслихата 3-го скликання. З лютого 2004 року — командир бригади Внутрішніх військ МВС Республіки Казахстан.
В 2004 закінчив Вищі академічні курси Військової академії Генерального штабу Збройних сил Російської Федерації за спеціальністю «військова безпека держави».
З 2006 по 2007 рік — заступник Командувача внутрішніх військ МВС Республіки Казахстан. З 2007 по 2008 рік — перший заступник Командувача Внутрішніх військ, начальник Головного штабу Внутрішніх військ МВС Республіки Казахстан.
З 2008 по 2013 рік — командувач Внутрішніх військ МВС Республіки Казахстан. З 2013 по 2014 рік — головнокомандувач Внутрішніх військ МВС Республіки Казахстан.
З 2014 по 2021 рік — Головнокомандувача Національної гвардії Республіки Казахстан. Присвоєно військове звання генерал-лейтенант. З вересня 2021 по січень 2022 — заступник міністра внутрішніх справ — головнокомандувач Національної гвардії Республіки Казахстан.
19 січня 2022 Указом Президента Республіки Казахстан Касима-Жомарта Токаєва призначений Міністром оборони Республіки Казахстан.
6 травня 2022 року присвоєно військове звання генерал-полковник.
8 червня 2025 року Указом Президента Республіки Казахстан звільнений з посади Міністра оборони Республіки Казахстан.

## Нагороди
- Орден «Данк» 1-го ступеня (2017)[12],
- Орден «Данк» 2-го ступеня,
- Медалі Республіки Казахстан,
- Медалі СРСР,
- Медалі СНД.

## Публікації
- Жаксылыков Р.Ф., Толенгутов К.Ф. Военное  образование  и болонская система: тенденции и проблемы // журнал «Вестник Военного института ВВ МВД  Республики  Казахстан». — 2013. — № 3(9) (16 червня). — С. 5-10.[недоступне посилання з Сентябрь 2019]